# 庫奧伊卡河
庫奧伊卡河是俄羅斯的河流，屬於奧列尼奧克河的左支流，由薩哈共和國負責管轄，河道全長294公里，流域面積約4,700平方公里，河水主要來自融雪和雨水。